# Frea fusca
Frea fusca är en skalbaggsart som beskrevs av Stefan von Breuning 1961. Frea fusca ingår i släktet Frea och familjen långhorningar. Inga underarter finns listade i Catalogue of Life.